# In the Dark (álbum)
In the Dark es un álbum de estudio de la banda estadounidense Grateful Dead. Fue grabado en enero de 1987, y lanzado al mercado en julio de ese mismo año. In the Dark llegó luego de un hiato de seis años entre producciones, y es el primer álbum luego de Go to Heaven de 1980. El álbum se convirtió en un éxito instantáneo, llegando al puesto #6 en la lista Billboard 200. El sencillo "Touch of Grey" alcanzó la novena posición en la lista Billboard Hot 100.

## Lista de canciones

### Lado Uno
1. "Touch of Grey" (Garcia, Robert Hunter) – 5:47
2. "Hell in a Bucket" (John Perry Barlow, Bob Weir, Brent Mydland)[3] – 5:35
3. "When Push Comes to Shove" (Garcia, Hunter) – 4:05
4. "West L.A. Fadeaway" (Garcia, Hunter) – 6:39

### Lado Dos
1. "Tons of Steel" (Mydland) – 5:15
2. "Throwing Stones" (Barlow, Weir) – 7:18
3. "Black Muddy River" (Garcia, Hunter) – 5:58
4. "My Brother Esau" (Barlow, Weir) - 4:20

## Personal
- Jerry Garcia - guitarra, voz
- Bob Weir - guitarra, voz
- Brent Mydland - teclados
- Phil Lesh - bajo
- Bill Kreutzmann - batería
- Mickey Hart - batería

## Posicionamiento
Álbum - Billboard
| Año  | Lista             | Posición |
| ---- | ----------------- | -------- |
| 1987 | The Billboard 200 | 6        |

Sencillos - Billboard
| Año  | Sencillo             | Lista                  | Posición |
| ---- | -------------------- | ---------------------- | -------- |
| 1987 | "Touch of Grey"      | Mainstream Rock Tracks | 1        |
| 1987 | "Touch of Grey"      | The Billboard Hot 100  | 9        |
| 1987 | "Touch of Grey"      | Adult Contemporary     | 15       |
| 1987 | "Hell in a Bucket"   | Mainstream Rock Tracks | 3        |
| 1987 | "West L.A. Fadeaway" | Mainstream Rock Tracks | 40       |
| 1987 | "Throwing Stones"    | Mainstream Rock Tracks | 15       |

RIAA
| Certificación | Fecha              |
| ------------- | ------------------ |
| Oro           | Septiembre de 1987 |
| Platino       | Septiembre de 1987 |
| Doble Platino | Agosto de 1995     |